# Дум-Дум Дуган
Тимоти Дуган (англ. Тimothy Dugan), он же Дум-Дум Дуган (англ. Dum Dum Dugan) — персонаж комиксов компании «Marvel Comics». Друг Ника Фьюри, сотрудник организации «Щ.И.Т.» и один из самых опытных её членов. Известен своими навыками стрельбы и крупным телосложением, а также тем, что носит котелок в качестве головного убора. Впервые появился в 1-м выпуске «Sgt. Fury and his Howling Commandos» в мае 1963 года, в составе подразделения под руководством Фьюри, некоторые члены которого позже стали участниками организации «Щ.И.Т.».

## Вымышленная биография
Тимоти родился в Бостоне, штат Массачусетс. Во время Второй мировой войны он работал в цирке, где выступал в качестве силача. В то же время он помогал Нику Фьюри и Сэму Хэппи Сойеру скрываться от нацистов во время одной из миссий в 34-м выпуске. Позже Дуган присоединился к британской армии, и когда Сойер формирует первую команду под руководством Ника Фьюри, Дуган становится одним из её членов. Некоторое время он был вторым из руководителей в команде, приключения которой публиковались в серии Sgt. Fury and his Howling Commandos, а позже стал одним из членов Щ. И. Т. на авианосце Хеликарриер в качестве капрала.
Во время службы с Щ. И. Т. Дум-Дум Дуган был руководителем подразделения The Godzilla Squad, которое занималось отслеживанием и нейтрализацией радиоактивных кайдзю, конкретно — Годзиллы, и неоднократно спасает жителей. Позже Дуган перечислял список своих самых страшных кошмаров, среди которых был и Годзилла.
Во время событий Гражданской войны, Дуган и его коллеги по Щ. И. Т. отправляются на поиски беглого Капитана Америки, который ушёл в подпольное противостояние регистрации супергероев. После того, как Фьюри ушёл с поста директора Щ. И. Т., он выражал свою озабоченность по поводу назначения на его кресло Марии Хилл. После замены Марии Тони Старком, руководство которого оставляло желать лучшего, Дуган написал письмо, в котором сообщил о своей отставке, так как не одобряет действия Тони Старка на посту директора. Несмотря на это, Старк всё равно надеялся, что Дуган вернётся, так как Щ. И. Т. для него слишком много значит.
Вскоре после смерти Капитана Америки, Дуган попал в засаду, устроенную Скруллами в рамках их вторжения за Землю. Настоящего Дугана заменяет самозванец и проникает в Щ. И. Т. После Железный человек обнаружил всех настоящих сотрудников организации, которые были живы. Затем Дуган присутствовал на заседании, где обсуждалось вторжение Скруллов и президент заявил о роспуске Щ. И. Т.

## Вне комиксов

Дуган в фильме «Первый мститель» (2011).

### Телевидение
Мультсериалы, в которых появлялся Дуган:
- X-Men (1992—1997)
- Iron Man (1994—1996), озвучен Морганом Шеппардом.
- The Super Hero Squad Show (2009—настоящее время)
- Мстители: Могучие Герои Земли (2010—2013)

### Кино
- Актёр Гэри Чалк исполнил роль Дугана в телевизионном фильме 1998 года «Ник Фьюри: Агент Щ.И.Т.», который полностью посвящён организации и её директору.
- Актёр Нил МакДонаф исполнил роль Дум-Дум Дугана в фильме 2011 года «Первый мститель»[6] и в одной из серий сериала «Агенты Щ.И.Т.». Также актёр повторил свою роль в короткой сцене вместе с Говардом Старком в короткометражке Агент Картер и в 5 серии одноимённого сериала 2015 года.

### Видеоигры
- В игре Marvel: Ultimate Alliance (2006) Дуган один из неиграбельных персонажей, озвучен Скоттом Макдональдом. Также появляется в Lego Marvel's Avengers как играбельный персонаж.